# Ministério da Gestão e da Inovação em Serviços Públicos
O Ministério da Gestão e da Inovação em Serviços Públicos (MGI) é um órgão da administração direta do Estado brasileiro, responsável pelas ações de reforma da máquina pública e pelo fomento à eficiência governamental, incluindo a busca pela digitalização e pela desburocratização do governo.
O órgão foi criado a partir de um desmembramento do antigo Ministério da Economia criado pelo então governo Jair Bolsonaro, tendo recebido a nova designação e as atuais atribuições com o retorno de Lula à Presidência da República a partir de 2023.
Durante os dois primeiros mandatos de Lula, as funções de gestão do serviço público estiveram incluídas no escopo do Ministério do Planejamento, Orçamento e Gestão (MPOG). Contudo, ao desmembrar o Ministério da Economia em 2022, o novo governo preferiu subdividir o antigo MPOG em dois ministérios: o MGI e o Ministério do Planejamento e Orçamento (MPO). A estrutura regimental do ministério foi estabelecida pelo Decreto Presidencial nº 11.345, de 1º de janeiro de 2023.
A primeira titular do ministério foi a economista Esther Dweck, ex-secretária do Orçamento Federal durante o Governo Dilma Rousseff.

## Histórico
O Ministério da Gestão e da Inovação em Serviços Públicos, criado em 2023, reedita o antigo Ministério da Administração, extinto em 1999.
O primeiro órgão responsável por cuidar da administração federal e da reforma do Estado a possuir status de ministério foi a Secretaria de Administração Federal, criada em 19 de novembro de 1992 no governo Itamar Franco. Em 27 de maio de 1998, no governo Fernando Henrique Cardoso, foi criado o Ministério da Administração e Reforma do Estado (MARE), extinto sete meses após sua instituição. Em 1º de janeiro de 1999, suas atribuições foram incorporadas ao Ministério do Orçamento e Gestão, substituído em 30 de julho de 1999 pelo Ministério do Planejamento, Orçamento e Gestão. Esta estrutura manteve-se até 12 de maio de 2016, quando o governo Michel Temer transformou-o no Ministério do Planejamento, Desenvolvimento e Gestão. Em 1º de janeiro de 2019, o governo Jair Bolsonaro incorporou as funções da gestão de serviços públicos ao Ministério da Economia.
Em 1º de janeiro de 2023, com o início do novo governo Lula, a área novamente foi contemplada com um ministério específico, o Ministério da Gestão e da Inovação em Serviços Públicos.

## Áreas de competência
Constituem áreas de competência do Ministério da Gestão e da Inovação em Serviços Públicos, conforme a Medida Provisória n.º 1.154:
1. diretrizes, normas e procedimentos voltadas à gestão pública eficiente, eficaz, efetiva e inovadora para geração de valor público e redução das desigualdades;
2. política de gestão de pessoas e de desenvolvimento de competências transversais e de liderança para o quadro de servidores da administração pública federal;
3. inovação em serviços públicos, simplificação e aumento da eficiência e da eficácia das políticas públicas;
4. transformação digital dos serviços públicos, governança e compartilhamento de dados;
5. coordenação e gestão dos sistemas estruturadores de organização e inovação institucional, de serviços gerais, de pessoal civil, da administração dos recursos de tecnologia da informação, de gestão de parcerias e de gestão de documentos e arquivos;
6. supervisão e execução de atividades administrativas do Ministério e de outros órgãos e entidades da administração pública federal;
7. diretrizes, normas e procedimentos para a administração do patrimônio imobiliário da União;
8. diretrizes, coordenação e definição de critérios de governança corporativa das empresas estatais federais;
9. política nacional de arquivos;
10. políticas e diretrizes para transformação permanente do Estado e ampliação da capacidade estatal; e
11. cooperação federativa nos temas de competência do Ministério.

Além das competências acima, o Ministro de Estado da Gestão e da Inovação sempre terá um membro indicado nos conselhos de administração das empresas públicas, das sociedades de economia mista, de suas subsidiárias e controladas e das demais empresas em que a União, direta ou indiretamente, detenha a maioria do capital social com direito a voto.

## Estrutura
Integram a estrutura do Ministério da Gestão e da Inovação em Serviços Públicos, conforme Decreto Presidencial nº 11.345, de 1º de janeiro de 2023:
Como órgãos específicos:
- Secretaria Extraordinária para a Transformação do Estado;
- Secretaria de Gestão e Inovação;
- Secretaria de Gestão de Pessoas e Relações do Trabalho;
- Secretaria de Governo Digital;
- Secretaria de Coordenação das Estatais;
- Secretaria de Gestão do Patrimônio da União;
- Secretaria de Gestão Corporativa;
- Arquivo Nacional.

Como órgão colegiado:
- Conselho Nacional de Arquivos.

Como entidades vinculadas:
- Empresa de Tecnologia e Informações da Previdência - Dataprev;
- Fundação Escola Nacional de Administração Pública - Enap;
- Fundação de Previdência Complementar do Servidor Público Federal do Poder Executivo - Funpresp-Exe.[5]

## Ministros
Esta é a lista de ministros e ministras:
| Nº | Foto | Nome         | Início               | Fim | Presidente                |
| -- | ---- | ------------ | -------------------- | --- | ------------------------- |
| 1  |      | Esther Dweck | 1 de janeiro de 2023 | —   | Luiz Inácio Lula da Silva |